# 早見優のアメリカン・キッズ (アルバム)
『早見優のアメリカン・キッズ』（はやみゆうのアメリカン・キッズ）は、テレビ番組『早見優のアメリカン・キッズ』で使用された楽曲を収録したアルバム。東芝EMI(→EMIミュージック・ジャパン→現在のユニバーサル ミュージック・EMI Recordsレーベル)から発売された。

## 収録曲
1. 恋の六本木アマンボ
  - （作詞：じみー・ぶらうん、作曲・編曲：きしもと・ひろし）
2. Children of the Globe
  - （作詞：じみー・ぶらうん、作曲・編曲：きしもと・ひろし）
3. はじめてデート
  - （作詞：じみー・ぶらうん、作曲・編曲：きしもと・ひろし）
4. Japan's the Best
  - （作詞：じみー・ぶらうん、作曲・編曲：きしもと・ひろし）
5. First Love
  - （作詞：じみー・ぶらうん、作曲・編曲：きしもと・ひろし）
6. Calendar Town
  - （作詞：じみー・ぶらうん、作曲・編曲：きしもと・ひろし）
7. 優ちゃんのハロウィン
  - （作詞：じみー・ぶらうん、作曲・編曲：きしもと・ひろし）
8. ZooっとZoo
  - （作詞：じみー・ぶらうん、作曲・編曲：きしもと・ひろし）
9. サラダPARTY
  - （作詞：じみー・ぶらうん、作曲・編曲：きしもと・ひろし）
10. 1,2,3,4,アメリカン・キッズ
  - （作詞：じみー・ぶらうん、作曲・編曲：きしもと・ひろし）